# کمپیوس آگریپائه

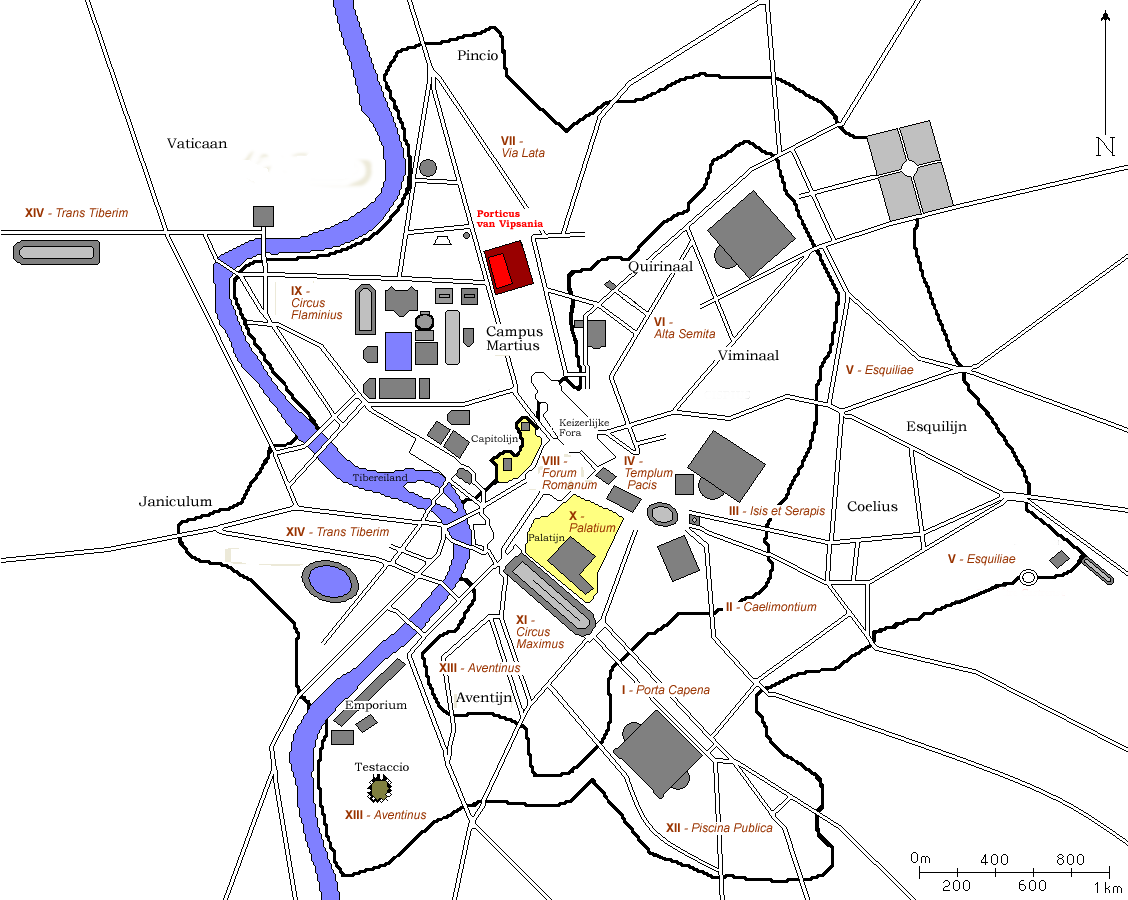
کمپیوس آگریپائه و پورتیکوس ویپسانیا بر روی نقشه ای از روم باستان در حدود ۳۰۰ پس از میلاد

کمپیوس آگریپائه (انگلیسی: Campus Agrippae) منطقه ای است در محدوده روم باستان که به نام مارکوس ویپسانیوس آگریپا نامگذاری شده‌است. تعدادی از پروژه‌های ساختمانی در محدوده آن توسعه یافتند، از جمله پورتیکوس ویپسانیا، که توسط خواهرش، ویپسانیا پولا، ساخته شد و توسط  آگوستوس به پایان رسید، که در امتداد محیط غربی، در مقابل Via Lata قرار داشت. یک میدان مسابقه نیز وجود داشت. در سال ۷ قبل از میلاد، آگوستوس این کمپیوس را برای عموم آزاد اعلام کرد.